# Campeonato Amapaense de Futebol de 2021
O Campeonato Amapaense de Futebol de 2021 é a 76.ª edição em 77 anos da divisão principal do campeonato estadual do Amapá.  
Sete clubes confirmaram participação no torneio: cinco times tradicionais da capital Macapá, o Macapá, Santos-AP, São Paulo-AP, Trem e o Ypiranga-AP (campeão estadual no ano anterior), além do Santana e o Independente-AP da cidade homônima.

## Regulamento
(A definir)

### Critério de desempate
Os critério de desempate foram aplicados na seguinte ordem:
1. Maior número de vitórias
2. Maior saldo de gols
3. Maior número de gols pró (marcados)
4. Maior número de gols contra (sofridos)
5. Confronto direto
6. Sorteio

## Primeira Fase
| Pos | Equipes         | Pts | J | V | E | D | GP | GC | SG  |
| --- | --------------- | --- | - | - | - | - | -- | -- | --- |
| 1   | Santos-AP       | 14  | 6 | 4 | 2 | 0 | 17 | 5  | +12 |
| 2   | São Paulo-AP    | 11  | 6 | 3 | 2 | 1 | 16 | 12 | +4  |
| 3   | Trem            | 11  | 6 | 3 | 2 | 1 | 11 | 9  | +2  |
| 4   | Ypiranga-AP     | 5   | 6 | 1 | 2 | 3 | 10 | 9  | +1  |
| 5   | Macapá          | 5   | 6 | 1 | 2 | 3 | 9  | 18 | –9  |
| 6   | Independente-AP | 1A  | 6 | 3 | 1 | 2 | 10 | 7  | +3  |
| 7   | Santana         | 1   | 6 | 0 | 1 | 5 | 4  | 17 | –13 |

|  |               |
|  | Classificados |
|  | Eliminados    |

|                 | IND | MAC | SAT | SAN | SPO | TRE | YPI |
| --------------- | --- | --- | --- | --- | --- | --- | --- |
| Independente-AP | —   |     |     | 1–3 |     | 5–0 | 1–0 |
| Macapá          | 1–1 | —   |     |     | 2–6 | 2–4 |     |
| Santana         | 0–1 | 1–1 | —   |     | 3–4 |     |     |
| Santos-AP       |     | 4–0 | 3–0 | —   | 4–1 |     |     |
| São Paulo-AP    | 1–3 |     |     |     | —   | 1–1 | 1–1 |
| Trem            |     |     |     | 1–1 |     | —   | 2–0 |
| Ypiranga-AP     |     | 2–3 | 5–0 | 2–2 |     |     | —   |

|  |                     |  |        |  |                      |
|  | Vitória do Mandante |  | Empate |  | Vitória do Visitante |

### Desempenho por rodada
Clubes que lideraram ao final de cada rodada:
| 1   | 2   | 3   | 4   | 5   | 6   | 7   |
| IND | IND | SAN | IND | IND | SAN | SAN |

Clubes que ficaram na última posição ao final de cada rodada:
| 1   | 2   | 3   | 4   | 5   | 6   | 7   |  |
| TRE | TRE | TRE | SAT | SAT | SAT | SAT |  |

### Tabela de jogos
| Terça-feira, 20 de julho | Ypiranga-AP             | 2 – 2 | Santos-AP             | Macapá                 |  |
| 20:00                    | Túlio 07' · Leandro 85' |       | Michel 63' · Dedé 99' | Estádio: Estádio Zerão |  |

| Quinta-feira, 22 de julho | Santana        | 1 – 1 | Macapá        | Macapá                 |  |
| 20:00                     | Tinho Jari 45' |       | Cleberson 69' | Estádio: Estádio Zerão |  |

| Sábado, 24 de julho | Independente-AP                                                               | 5 – 0 | Trem | Macapá                 |  |
| 17:00               | Lucas Rondineles 12' · Marcus Bastos 21', 93' · Higo 71' · Paulo Henrique 72' |       |      | Estádio: Estádio Zerão |  |

| Quinta-feira, 29 de julho | São Paulo-AP  | 1 – 1 | Ypiranga-AP | Macapá                 |  |
| 20:00                     | Tony Love 50' |       | Tulio 30'   | Estádio: Estádio Zerão |  |

| Sexta-feira, 30 de julho | Santos-AP                   | 3 – 0 | Santana | Macapá                 |  |
| 20:00                    | Fabinho 10', 63' · Dedé 67' |       |         | Estádio: Estádio Zerão |  |

| Quarta-feira, 28 de julho | Macapá            | 1 – 1 | Independente-AP    | Macapá                 |  |
| 20:00                     | Luís Fernando 77' |       | Rafael Santana 37' | Estádio: Estádio Zerão |  |

| Quarta-feira, 04 de agosto | Independente-AP | 1 – 0 | Ypiranga-AP | Macapá                 |  |
| 20:00                      | Bruno Lopes 32' |       |             | Estádio: Estádio Zerão |  |

| Quinta-feira, 05 de agosto | Santos-AP                                 | 4 – 0 | Macapá | Macapá                 |  |
| 20:00                      | Luciano 28', 53' · Dedé 33' · Douglas 63' |       |        | Estádio: Estádio Zerão |  |

| Segunda-feira, 02 de agosto | Trem        | 1 – 1 | São Paulo-AP | Macapá                 |  |
| 20:00                       | Rafinha 28' |       | Tairon 45'   | Estádio: Estádio Zerão |  |

| Quarta-feira, 11 de agosto | Trem                        | 2 – 0 | Ypiranga-AP | Macapá                 |  |
| 20:00                      | Balão Marabá 65' · Debu 96' |       |             | Estádio: Estádio Zerão |  |

| Segunda-feira, 09 de agosto | Macapá                            | 2 – 6 | São Paulo-AP                                                                        | Macapá                 |  |
| 20:00                       | Gleisinho 10' (GC) · Zé Vitor 71' |       | André Luiz 5' (GC) · Thairon 19' Tony Love 36', 52', 84' · Zé Vitor 71' · Caeté 89' | Estádio: Estádio Zerão |  |

| Sábado, 07 de agosto | Santana | 0 – 1 | Independente-AP | Macapá                 |  |
| 17:00                |         |       | Vanderlei 44'   | Estádio: Estádio Zerão |  |

| Quinta-feira, 19 de agosto | Trem     | 1 – 1 | Santos-AP   | Macapá                 |  |
| 20:00                      | Debu 20' |       | Luciano 90' | Estádio: Estádio Zerão |  |

| Quarta-feira, 18 de agosto | Ypiranga-AP          | 2 – 3 | Macapá                                 | Macapá                 |  |
| 20:00                      | Renatinho 0:34', 62' |       | Yuri 38' · Deivison 68' · Zé Vitor 78' | Estádio: Estádio Zerão |  |

| Sexta-feira, 13 de agosto | Santana                                | 3 – 4 | São Paulo-AP                                              | Macapá                 |  |
| 20:00                     | Negueba 10' · Danilo Loirinho 43', 59' |       | Lucas Matheus 4' · Serra Azul 26' (GC) · Thairon 84', 86' | Estádio: Estádio Zerão |  |

| Quarta-feira, 25 de agosto | Ypiranga-AP                                                      | 5 – 0 | Santana | Macapá                 |  |
| 20:00                      | Deni Michels 7' · Willan Afuá 16', 33' · Vitinho 24', Feijão 85' |       |         | Estádio: Estádio Zerão |  |

| Segunda-Feira, 23 de agosto | Independente-AP  | 1 – 3 | Santos-AP                                     | Macapá                 |  |
| 20:00                       | Marcos Passos 2' |       | Michelzinho 4' · Rebé 72' · Diego Mclaren 88' | Estádio: Estádio Zerão |  |

| Quinta-Feira, 26 de agosto | Macapá         | 2 – 4 | Trem                                     | Macapá                 |  |
| 20:00                      | Lucas 44', 48' |       | Debu 25', 53' · Valker 43' · Tharcio 72' | Estádio: Estádio Zerão |  |

| Sábado, 28 de agosto | São Paulo-AP                   | 3 – 1 | Independente-AP | Macapá                 |  |
| 17:00                | Tony Love 08', 79' · Caeté 43' |       | Bruno Lopes 63' | Estádio: Estádio Zerão |  |

| Terça-Feira, 31 de agosto | Santos-AP | 4 – 1 | São Paulo-AP | Macapá                 |  |
| 20:00                     |           |       |              | Estádio: Estádio Zerão |  |

| Segunda-feira, 30 de agosto | Trem | 3 – 0 | Santana | Macapá                 |  |
| 20:00                       |      |       |         | Estádio: Estádio Zerão |  |

## Fase final anulada
|  | Semifinais      | Semifinais | Semifinais | Semifinais |       |           | Final | Final | Final | Final |
|  |                 |            |            |            |       |           |       |       |       |       |
|  | Santos-AP       | 2          | 4          | 6          |       |           |       |       |       |       |
|  | Independente-AP | 0          | 3          | 3          |       |           |       |       |       |       |
|  | Independente-AP | 0          | 3          | 3          |       | Santos-AP | 0     | 2     | 2 (3) |       |
|  |                 |            |            |            |       | Santos-AP | 0     | 2     | 2 (3) |       |
|  |                 | Trem       | 0          | 2          | 2 (5) |           |       |       |       |       |
|  | São Paulo-AP    | Trem       | 0          | 2          | 2 (5) | 0         | 1     | 1     |       |       |
|  | São Paulo-AP    |            |            |            |       | 0         | 1     | 1     |       |       |
|  | Trem            | 0          | 3          | 3          |       |           |       |       |       |       |

Com a punição do Independente-AP com perda de 9 pontos por escalação irregular de jogador, o TJD-AP definiu que a Fase final deveria ser refeita, incluindo o Ypiranga-AP em seu lugar.

## Fase final
|  | Semifinais   | Semifinais | Semifinais | Semifinais |       |           | Final | Final | Final | Final |
|  |              |            |            |            |       |           |       |       |       |       |
|  | Santos-AP    | 6          | 1          | 7          |       |           |       |       |       |       |
|  | Ypiranga-AP  | 0          | 1          | 1          |       |           |       |       |       |       |
|  | Ypiranga-AP  | 0          | 1          | 1          |       | Santos-AP | 0     | 2     | 2 (3) |       |
|  |              |            |            |            |       | Santos-AP | 0     | 2     | 2 (3) |       |
|  |              | Trem       | 0          | 2          | 2 (5) |           |       |       |       |       |
|  | São Paulo-AP | Trem       | 0          | 2          | 2 (5) | 0         | 1     | 1     |       |       |
|  | São Paulo-AP |            |            |            |       | 0         | 1     | 1     |       |       |
|  | Trem         | 0          | 3          | 3          |       |           |       |       |       |       |

Em itálico, os times que mandam o primeiro jogo em casa.
Com a vitória do Santos-AP sobre o Ypiranga-AP o Conselho Técnico da Federação Amapaense de Futebol (FAF) homologou os resultados do confronto final já realizados, declarando o Trem como campeão do Campeonato Amapaense 2021.

## Premiação
| Campeonato Amapaense de 2021 |
| ---------------------------- |
| Trem Campeão (7º título)     |

## Classificação Geral
AO Independente foi punido pelo TJD-AP com a perda de 9 pontos, por escalação irregular do atleta Nenen Apeu em dois jogos.